# Kassym-Jomart Tokajev
Kassym-Jomart Kemelūly Tokajev (kasakhisk: Қасым-Жомарт Кемелұлы Тоқаев, russisk: Касым-Жомарт Кемелевич Токаев, født 17. maj 1953 i Alma-Ata) er en kasakhisk politiker, som fra 20. marts 2019 er landets præsident. Han overtog præsidentposten fra Nursultan Naserbajev, som trådte tilbage efter at have været præsident siden Kasakhstans uafhængighed. Tokajev har en karriere som diplomat og har tidligere fungeret som Kasakhstans udenrigsminister, premierminister og formand for senatet.

## Liv og arbejde

### Baggrund
Toqaev er søn af en forfatter og blev født ind i, hvad der er blevet beskrevet som en sovjetisk elitefamilie.
Han er uddannet på Moskvas Statslige Institut for International Politik (MGIMO).

### Sovjetisk og russisk diplomat
Efter sin eksamen fra MGIMO i 1975 begyndte han en karriere i Sovjetunionens udenrigstjeneste og i udenrigsministeriet i Moskva. Han har været udstationeret i Singapore og Kina. I 1991, året for Kasakhstans uafhængighed, arbejdede han på den sovjetiske ambassade i Beijing. Han dimitterede fra det russiske diplomatiske akademi i 1992.

### Kasakhisk diplomat
Tokajev blev viceudenrigsminister i sit hjemland Kasakhstan i 1992, blev første viceudenrigsminister det følgende år og udenrigsminister i 1994.
Han blev vicepremierminister i marts 1999 og premierminister i oktober samme år. hvorefter han trådte tilbage som premierminister i 2002 og vendte tilbage til udenrigsministeriet for igen at blive udenrigsminister, en stilling han havde indtil 2007.
I 2007 blev han formand for overhuset (Senatet) i Kasakhstans parlament. Fra samme år meldte han sig ind i Nur Otan-partiet og blev medlem af partiledelsen.
I marts 2011 udnævnte FN's generalsekretær Ban Ki-moon Tokajev til generaldirektør for FN's kontor i Genève. Samtidig blev han vicegeneralsekretær og personlig repræsentant for FN's generalsekretær ved nedrustningskonferencen, hvor han også fungerede som generalsekretær for konferencen.

## Præsident
Da Nursultan Naserbajev, som havde været præsident siden Kasakhstans uafhængighed, trådte tilbage i marts 2019, blev Tokajev fungerende præsident i kraft af stillingen som formand for senatet. Toqaev blev indsat som præsident den 20. marts 2019.
Partiet Nur Otan nominerede derefter Toqaev som sin kandidat til præsidentvalget den 9. juni 2019, på en partikongres ledet af Nursultan Naserbajev, lederen af Nur Otan.
I forbindelse med præsidentvalget, som Tokajev forventedes at vinde, var der demonstrationer, og politiet arresterede både demonstranter og journalister. Ifølge landets valgkommission vandt Toqaev valget med 70,96 % af stemmerne. Hans nærmeste rival, Amirzhan Kosanov, fik 16,23 % af stemmerne. Internationale valgobservatører anså valget for at være manipuleret. OSCE's valgobservatører rapporterede om manglende respekt for grundlæggende rettigheder og demokratiske standarder og fandt udbredte uregelmæssigheder i afviklingen af valget.